# Barbucca
Famille
Genre
Barbucca, unique représentant de la famille monotypique des Barbuccidae, est un genre de poissons d'eau douce de l’ordre des Cypriniformes.

## Liste des espèces
Selon World Register of Marine Species (6 août 2023) :
- espèce Barbucca diabolica Roberts, 1989
- espèce Barbucca elongata Vasil'eva & Vasil'ev, 2013

## Systématique
La famille des Barbuccidae a été créée en 2012 par l'ichtyologiste suisse Maurice Kottelat, et le genre Barbucca en 1989 par l'ichtyologiste américain Tyson R. Roberts (d),.

## Publications originales
- Famille des Barbuccidae :
  - (en) Maurice Kottelat, « Conspectus Cobitidum: An Inventory of the Loaches of the World (Teleostei: Cypriniformes: Cobitoidei) », The Raffles Bulletin of Zoology, Lee Kong Chian Natural History Museum (d), vol. Supplement No. 26,‎ 28 décembre 2012, p. 1-199 (ISSN 0217-2445 et 2345-7600, lire en ligne).
- Genre Barbucca :
  - (en) Tyson R. Roberts, « The freshwater fishes of western Borneo (Kalimantan Barat, Indonesia) », Memoirs of the California Academy of Sciences, San Francisco, vol. 14,‎ 1989, p. 1-210 (ISSN 0885-4629, lire en ligne, consulté le 6 août 2023).